# Weihnachtsinsel-Nationalpark
Der Weihnachtsinsel-Nationalpark (englisch Christmas Island National Park) ist ein Nationalpark auf der zu Australien gehörenden Weihnachtsinsel, die etwa 350 km südlich von Java und 2.600 km nordwestlich von Perth im Indischen Ozean liegt.
Er umfasst mit etwa 8500 ha einen erheblichen Teil der Inselfläche von insgesamt ca. 13.500 ha und wurde am 21. Februar 1980 unter Schutz gestellt.

## Allgemeines
Dem Nationalpark kommt eine große Bedeutung als Lebensraum von Seevögeln zu; er wurde aber auch durch die Wanderung der Weihnachtsinsel-Krabben bekannt, die in großer Anzahl fast gleichzeitig zum Laichen aus den Inselwäldern zum Meer wandern, um sich dort zu paaren und ihre Eier abzulegen.

## Natur
Die vom Nationalpark geschützte Natur weist sehr unterschiedliche Lebensräume auf: Diese reichen von den Gewässern des Ozeans mit seinen Sandwatten und Korallenriffen über Strände bis zu Meeresklippen und Mangrovenwäldern. An Land schließen sich Regenwälder unterschiedlicher Ausprägungen an, Kalkfelsen sowie Karst mit Höhlen und Felsspalten und schließlich Feuchtländereien und Flächen, auf denen früher Phosphat abgebaut wurde.

## Pflanzenwelt
Bisher wurden auf der Insel 411 Pflanzenarten nachgewiesen, 18 davon sind auf der Insel endemisch. Etwa 230 Arten wurden durch den Menschen im Laufe des 20. Jahrhunderts eingeführt. Davon werden inzwischen 80 Arten als schädliche oder für die ursprüngliche Natur als bedrohliche Arten eingestuft.

## Tierwelt
Die Weihnachtsinsel liegt sehr isoliert und befand sich niemals in der Nähe größerer Landmassen. Entsprechend groß ist die Bedeutung der Insel für die vorkommenden Tierarten.
Von den 23 Brutvögeln der Insel sind beispielsweise der Weihnachtsinselkauz und der Weißstirn-Brillenvogel sowie Unterarten des Bänderhabichts (der Weihnachtsinsel-Bänderhabicht), der Grünflügeltaube sowie des Weißbauchtölpels (Sula leucogaster plotus) endemisch.
Lediglich fünf Säugetierarten kamen natürlich auf der Insel vor, von denen zwei bereits kurz nach der Besiedlung der Insel durch Europäer ausgestorben waren. Auch die Weihnachtsinsel-Spitzmaus ist extrem in ihrem Bestand gefährdet oder bereits ausgestorben. Auch der Weihnachtsinsel-Flughund und die Glattnasen-Fledermausart Pipistrellus murrayi verzeichnen starke Bestandseinbrüche.
Bemerkenswert ist auch das Vorkommen von 21 Land- und Süßwasserkrabben, von denen die Weihnachtsinsel-Krabbe mit ihrem Bestand von etwa 50 Millionen Exemplaren, der Palmendieb und die Blaue Landkrabbe am auffälligsten sind.